# 君津パーキングエリア

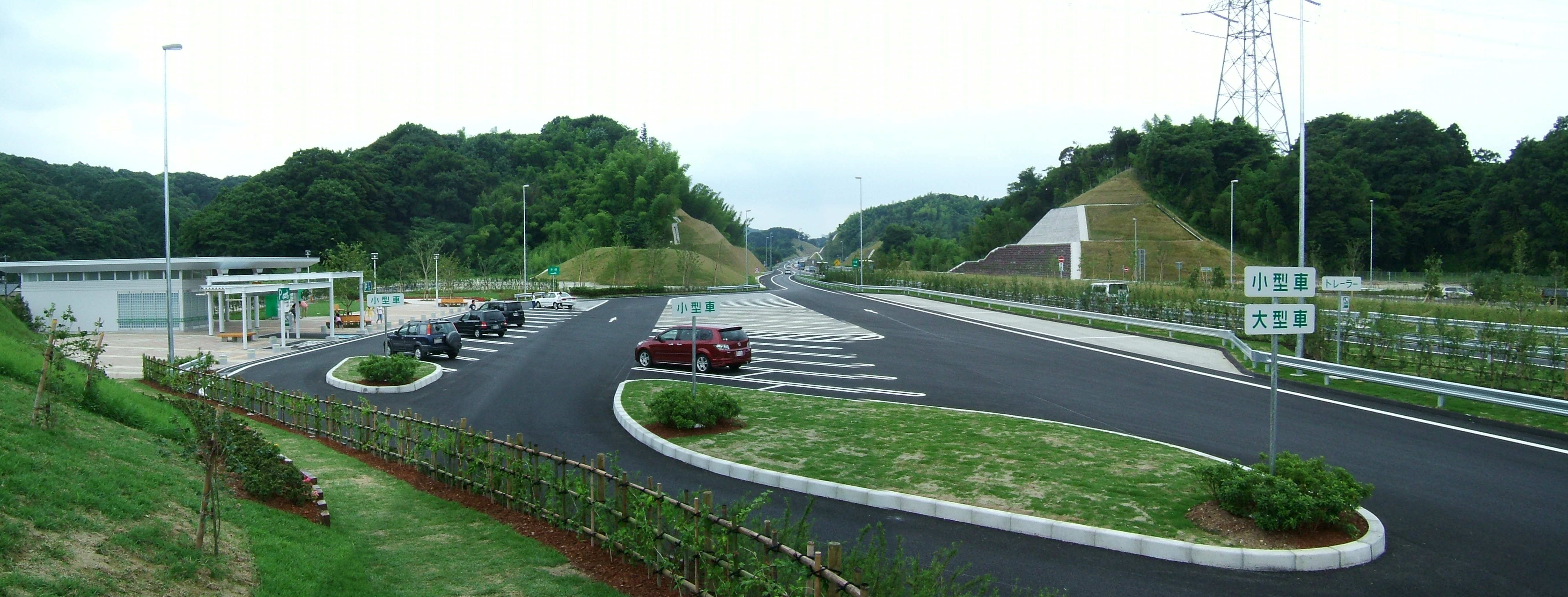
下り側全景

君津パーキングエリア（きみつパーキングエリア）は、千葉県君津市にある館山自動車道のパーキングエリアである。スマートインターチェンジを併設する。
館山自動車道2つ目のSA/PAである。千葉県内では東関東道の佐原PAに続き、2つめの無人PAである。

## 歴史
- 2007年7月4日：君津IC-富津中央IC開通とともに開業。
- 2009年3月29日：スマートIC開設[1]

## 施設

### 上り線（木更津方面）
- 駐車場
- トイレ
  - 男性 4（和式0・洋式4）・オストメイト付き・小4
  - 女性 9（和式0・洋式9）・オストメイト付き
    - 同伴の男児用 1

  - 車椅子用 1
- 自動販売機
- ハイウェイ情報ターミナル
- 給電スタンド（24時間）
- 喫煙所

### 下り線（富津竹岡方面）
- 駐車場
- トイレ
  - 男性 大4（和式0・洋式4）・オストメイト付き・小4
  - 女性 9（和式0・洋式9）・ オストメイト付き
    - 同伴の男児用 1

  - 車椅子用 1
- 自動販売機 2
- 給電スタンド（24時間）
- 喫煙所あり

## 君津PAスマートIC
君津PAスマートインターチェンジ（きみつパーキングエリアスマートインターチェンジ）は、君津PA上に併設されている2009年3月29日15時から供用開始となった、SA・PA接続型のETC専用のスマートインターチェンジ（SIC）である。
ETC搭載の二輪車・軽自動車・普通車のみ利用可能。
東京方面への入口と東京方面からの出口のみで、6：00-22：00のみ利用可能。
周辺には、鹿野山神野寺、九十九谷、マザー牧場等の観光地があり、これらへのアクセス向上による地域活性化を図っている。
館山道では唯一のスマートインターチェンジである。

## 隣
E14 館山自動車道
(18)君津IC - 君津PA/SIC - (19)富津中央IC